# Rinorea adolfi-friderici
Rinorea adolfi-friderici är en violväxtart som beskrevs av M. Brandt. Rinorea adolfi-friderici ingår i släktet Rinorea och familjen violväxter. Inga underarter finns listade i Catalogue of Life.